# ناپلئون (سکه)
ناپلئون سکه طلای ۲۰ فرانکی است که نخست با تصویر ناپلئون اول و سپس در زمان ناپلئون سوم با تصویر امپراتور اخیر در فرانسه رواج یافت.